# Trio (Spiel)
Trio (internationaler Titel: Tribulation, engl. für Trübsal; auch Trimatics) ist ein Kombinationsspiel der deutschen Ravensburger Spieleverlag GmbH, bei dem durch Kopfrechnen passende Zahlenkombinationen gefunden werden müssen. 

## Verlauf des Spieles
Die Mitspieler legen 49 quadratische, an den Ecken abgerundete, bunte Kartonkärtchen mit Zahlen im Bereich von eins bis neun auf einer geraden Unterlage aus. Das Zahlenfeld soll aus 7 Zeilen und 7 Spalten bestehen. Die Zahlen müssen nicht wie auf dem Bild gleich ausgerichtet sein. Nun werden der Reihe nach runde, blaue Zahlenchips aufgedeckt, auf denen sich eine Zahl von 1 bis 49 befindet. Nun soll jeder Mitspieler so schnell wie möglich versuchen, die auf dem runden, blauen Zahlenchip angeforderte Zahl / Ziffer auf dem quadratischen Zahlenfeld zu finden. Dies soll durch das Berechnen des angeforderten Zahlenwertes aus 3 Ziffern auf dem quadratischen Zahlenfeld erfolgen.
Die Ziffern, die dazu führen, müssen über eine Multiplikation sowie eine Addition oder Subtraktion verknüpft werden. Die Ziffern, die verwendet werden dürfen, müssen senkrecht, diagonal oder horizontal zueinander liegen, nicht aber in z. B. V- oder L - Form. Liegen zum Beispiel die quadratischen Ziffernkärtchen 1, 3 und 5 nebeneinander auf dem Tisch, kann man daraus die Lösung für die Zahlenchips 8 (1*3+5, 1*5+3), 2 (1*5-3), 16 (3*5+1) und 14 (3*5-1) erschaffen. Es sind häufig mehrere, manchmal aber auch keine Lösungen durch das 7×7-Ziffernfeld möglich.
Wenn ein Mitspieler eine solche passende Zahlenkombination findet, ruft er laut "Stopp!" und zeigt den anderen seine Lösung. Ist diese korrekt, nimmt er den runden Zahlenchip als Pluspunkt an sich. Ziel des Spiels ist, so viele runde, blaue Zahlenchips wie möglich zu sammeln, bis keine runden Zahlenchips mehr vorhanden sind.

## Motto des Spiels
Der Hersteller bewirbt das Spiel mit dem Motto:
"Wer behält den Überblick und kann als Erster die richtigen Zahlen kombinieren? Abziehen, zuzählen, malnehmen …, da sind kleine Rechenkünstler gefragt, die geschickt drei Zahlenkärtchen kombinieren und spielend gewinnen!"

## Anforderungen
Die Spieler haben gute Gewinnchancen, wenn sie über gute grundlegende Kopfrechenfähigkeiten und eine schnelle Reaktionsfähigkeit verfügen.